# Amblysomus hottentotus
La talpa dorata ottentotta (Amblysomus hottentotus, Smith 1829) è un mammifero della famiglia dei Crisocloridi, presente in Sudafrica, Swaziland e in piccola parte nel Lesotho, dove la si può trovare dalle foreste alle zone desertiche, fino alle aree antropizzate; in generale, però, preferisce terreni con suolo piuttosto soffice e non pietroso.

## Descrizione
Misura fino a 15 cm di lunghezza per un peso di 50-100 g: le femmine sono più piccole dei maschi.
Il pelo è generalmente bruno e diventa più scuro man mano che si va dal muso (che è biancastro) al posteriore (bruno scuro), col ventre giallastro: come in molte altre specie di talpa dorata, i peli sono più scuri alla base e si schiariscono verso la punta.
Le zampe posteriori, rispetto agli altri crisocloridi, sono poste in posizione più centrale nel corpo.

## Biologia

### Comportamento
Questi animali costruiscono complessi sistemi di gallerie che possono estendersi per 200 m in lunghezza e fino a 50 cm di profondità: dalle gallerie principali si snodano tunnel secondari, camere e buche in superficie che vendono utilizzate come vie di fuga. Si calcola che la talpa dorata ottentotta estenda le gallerie della propria tana di 4–12 m ogni giorno.
Le talpe dorate ottentotte sono attive specialmente nelle ore notturne, anche se durante il giorno alternano fasi di attività a fasi di quiescenza. Essendo animali solitari, sono fortemente territoriali ed aggressive nei confronti dei conspecifici: altri animali che occupino le loro tane (come ad esempio il ratto talpa africano) ma non competano con la talpa nella ricerca del cibo, vengono del tutto ignorati.
Le talpe dorate ottentotte sono animali incredibilmente forti: Lo zoologo sudafricano James A. Bateman riporta una osservazione di uno di questi animali che dopo la cattura era stato posto in una boccia di vetro riempita di terra. Per evitare che scappasse la boccia fu tappata con una lastra di metallo bloccata da un peso di 9 kg. La talpa, che pesava soltanto 55 g, riuscì a fuggire spostando il pesante coperchio con il suo piccolo muso.

### Riproduzione
Pur potendo reperire cuccioli di questa specie durante tutto l'arco dell'anno, pare ci sia un picco delle nascite in corrispondenza della stagione delle piogge, quando l'abbondanza di cibo rende questi animali più attivi nello scavo e quindi ci sono più probabilità che i due sessi si incontrino.
Da osservazioni in cattività si è notato che i maschi emettono squittii e tamburellano il suolo con le zampe posteriori per segnalare la loro disponibilità alle femmine, le quali spesso sono costrette ad accoppiarsi con la forza.
Nell'imminenza del parto, le femmine scavano una speciale camera accessoria nella tana e la foderano con materiale vegetale: solitamente vengono partoriti due cuccioli, ma non è raro trovare cucciolate di uno o tre piccoli.
Per procacciarsi il cibo necessario a produrre il latte, la femmina è costretta a setacciare tutto il suo territorio, col rischio di imbattersi in altri maschi disposti ad accoppiarsi: non è perciò raro trovare femmine già gravide durante l'allattamento dei cuccioli.